# Ringfort Lios-na-gCon

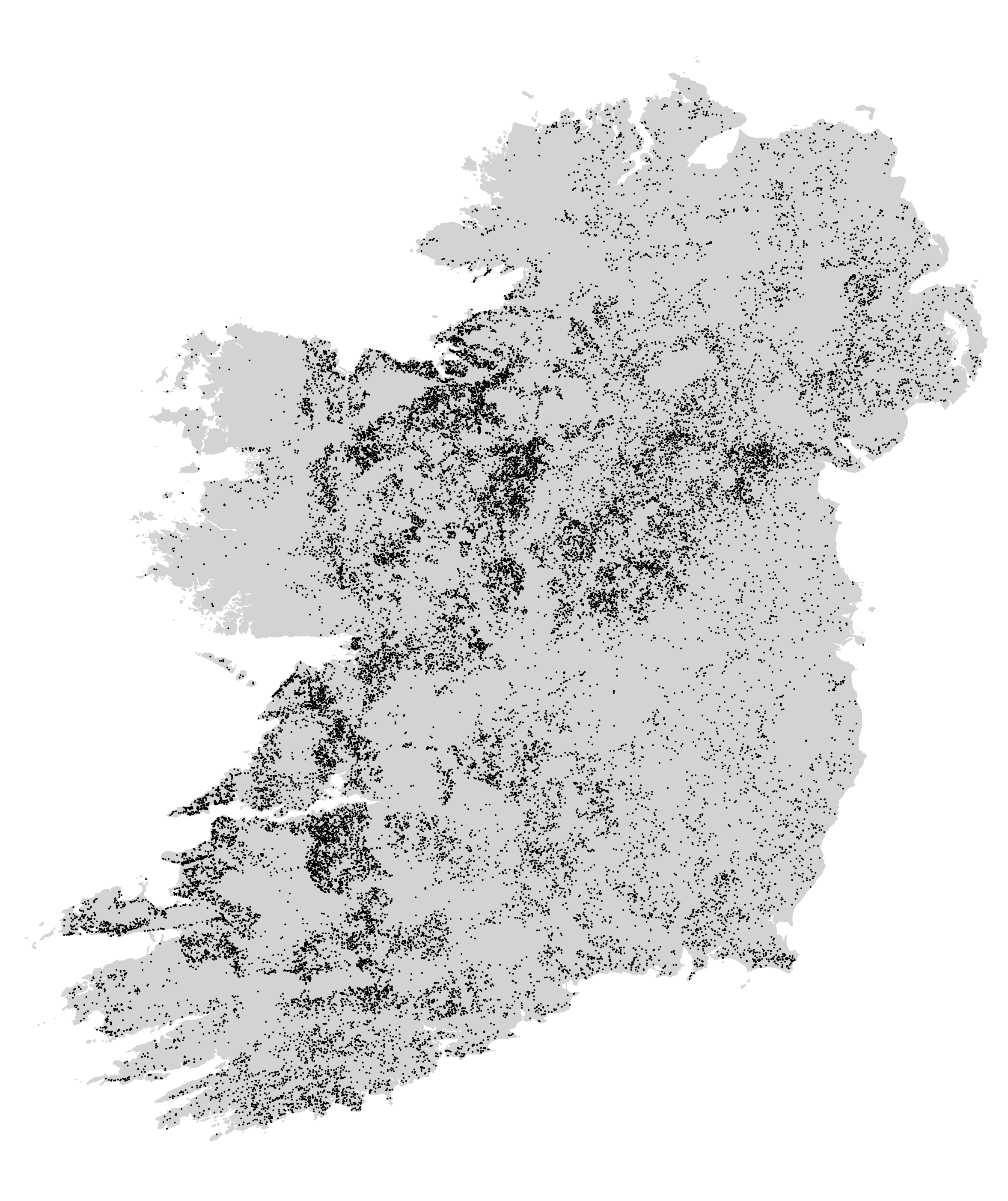
Ringfortverbreitung

Das Ringfort Lios-na-gCon (auch Lisnagun genannt, irisch Lios na gCon – dt. Ringfort des Jagdhundes) in Darrara, bei Clonakilty, in Westcork, in Irland wurde zwischen 1987 und 1989 an seinem ursprünglichen Platz rekonstruiert. Lios-na-gCon liegt an einem sanften Hang auf dem Gelände der Landwirtschaftsschule „Teagasc – Clonakilty College“. Es ist einer von drei runden Erdwällen in Darrara und einer von 48, die im Clonakilty Gebiet registriert und eventuell ebenfalls Ringforts sind. Etwa 35.000 Ringforts sind in der irischen Landschaft identifiziert.
Ziele des Projektes waren es, den Wiederaufbau für Bildungszwecke herzustellen und die Bewahrung anderer archäologischer Stätten unter landbesitzenden Jungbauern zu fördern. 
Ringforts wurden zwischen etwa 400 und 1200 n. Chr. benutzt. Sie gehören in eine Gruppe mit von irischen Kelten errichteten Duns und Crannógs. Diese Plätze waren Zentren der Wirtschaft des Ackerbaus, der Viehhaltung und der Produktion von Werkzeugen, Textil- und Haushaltswaren. 
Das Ringfort war einigermaßen gut bewahrt. Wall und Graben waren teilweise gut erhalten. Nach lokaler Überzeugung soll sich mindestens einen Souterrain, dessen Lage aber nicht bekannt war, im Ringfort befinden. Die archäologische Untersuchung ergab, dass die Erdwälle eine Einschließung bildeten. Der ursprüngliche Zugang war ein Erddamm im Südosten, der zum mit Kies gepflasterten Innenbereich führte, der von einem runden Holzhaus beherrscht war. Mehrere kleine Anbauten und Ställe standen an der inneren Steinwand des Walles. Diese Wand macht es zu einem Zwischenstück zwischen einem steinernen Dun und einem irdenen Rath, wie die irischen Bezeichnungen für diese Rundforttypen lauten. Im Untergrund lagen drei (earth-cut) Souterrains.
Die Funde bestehen aus Eisenschlacke und Werkzeugbruchstücken, Mahlsteinen, einer blauen Glasperle, Knochen und Hammersteinen. Belege der Wirtschaftstätigkeit sind verkohlte Überreste der Knochen von Schafen, Schweinen und Rothirschen sowie von Getreide Flachs und Haselnüssen.